# Sant Llorenç de Preixana
Sant Llorenç de Preixana és una església gòtica de Preixana (Urgell) inclosa a l'Inventari del Patrimoni Arquitectònic de Catalunya. S'esmenta la capella per primera vegada a la visita pastoral de 1425, quan ja hi havia un capellà que en tenia cura.

## Descripció
A més de l'església parroquial de Santa Maria, el poble de Preixana tenia un altre temple dedicat al seu patró, Sant Llorenç. El que se'n conserva actualment ens permet entendre que es tractava d'un edifici amb coberta a dues aigües de reduïdes dimensions, pràcticament una capella d'incert origen medieval. Les profundes transformacions que ha sofert la construcció impedeixen percebre prou trets característics com per a poder-lo datar amb més precisió. Perduda la seva funció religiosa, l'interior ha estat reformat i s'han obert finestres en els seus murs.

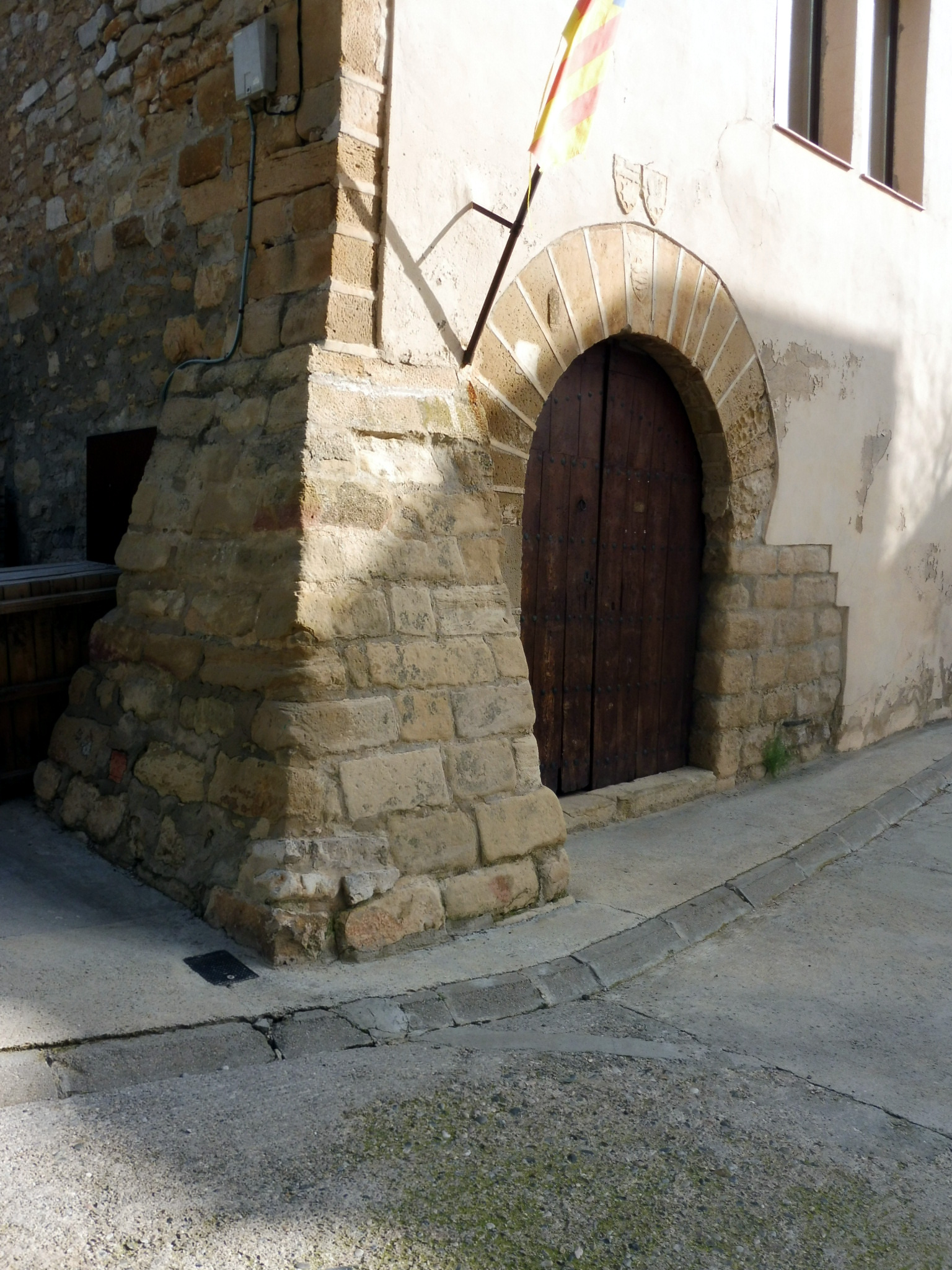
Contrafort a la cantonada.

El parament, irregular i desigual en els murs laterals, no és visible a la façana, completament arrebossada. Un arrebossat simula i oculta les dovelles originals d'un arc de mig punt que correspondria al primitiu edifici. Destaca, en un angle del frontis, un cos massís a la base dels murs que serveix de contrafort i que confirma el caràcter hetereogeni del conjunt, actualment utilitzat com a casal de joventut de Preixana.
Pica baptismal que segueix els models propis dels segles xvi-xvii. Consisteix en una base de petites dimensions formada per una columneta salomònica damunt la qual hi ha un entaulament sencer. Damunt hi ha la pica, de tipologia gallonada únicament a la part central baixa. A la part superior aquesta pica presenta la superposició de tres frisos. El primer fris rep una decoració a base d'estries verticals, com un encoixinat. El fris intermedi rep la figuració seriada d'estilitzacions de fulles d'acant. Finalment, al fris superior hi ha la següent inscripció: «IVAN SELLES MEA EETES 1575».